# Colistium nudipinnis
Colistium nudipinnis är en fiskart som först beskrevs av Waite, 1911.  Colistium nudipinnis ingår i släktet Colistium och familjen flundrefiskar. Inga underarter finns listade i Catalogue of Life.